# Dachziegel
Dachziegel sind flächige grobkeramische Bauelemente aus gebranntem Ton, die zum Eindecken von geneigten Dächern dienen. Diese wird dann Ziegeldeckung genannt und ist ein Teil der Dachentwässerung. Eine zusammenhängende Reihe von Dachziegeln heißt Gebinde.
Die Ziegeldeckung kann aus traditionellen, unverfalzten Dachziegeln wie Hohlpfannen oder Mönch-und-Nonnen-Ziegeln oder aus modernen Falzziegeln wie Doppelmuldenfalzziegeln, Reform- oder Flachdachziegeln bestehen. Die Qualität bezüglich der Regensicherheit des Ziegelmodells und die Art der zweiten Entwässerungsebene entscheiden über die Dachneigung.
Neben Dachziegeln gibt es weitere, natürliche Bedachungsmittel, z. B. fein gespaltene Schieferplatten, mit denen die Schieferdeckung hergestellt wird.
Neben den natürlichen gibt es auch künstliche Dachdeckungswerkstoffe wie Betondachsteine oder Elemente aus Kupfer oder Zink für die Herstellung von Metalldächern.

## Abgrenzung zum Dachstein und zu anderen Bedachungsmaterialien
Dachziegel und Dachstein unterscheiden sich hauptsächlich in Material und Herstellung. Während ein Dachziegel aus natürlichen Mineralien, meist tonigen Massen, in der Regel ohne Zusätze hergestellt wird, werden Dachsteine aus Beton gefertigt.
In der modernen Dachziegelproduktion wird Unregelmäßigkeiten, wie Farbabweichungen oder Verformungen, entgegengewirkt. Der Unterschied in der Herstellung hat auch Einfluss auf die Farbgebung. Die Farbe eines Dachziegels kann leicht variieren. Dies ist dem natürlichen Rohstoff geschuldet. Die Farbe resultiert aus dem Rohstoff und der angewandten Brenntechnik. Engoben und Glasuren bestehen ebenfalls aus Mineralien, werden eingebrannt und sind aus diesem Grund UV-beständig und dauerhaft.
Bei einem Dachstein wird die Farbe beigemischt und ist somit regelbar.
Je nach der Region erfolgte die Eindeckung geneigter Dächer ursprünglich mit örtlich vorkommenden Baustoffen wie Gräsern, Stroh, Schilf (Reet), Holz oder Schieferplatten. Abgelöst wurden diese Naturbaustoffe im Laufe der Baugeschichte im südlichen und nördlichen Europa durch die von den Römern angewendete Baukunst, die besonders auf die Verarbeitung von Trassmörtel und Tonziegeln ausgerichtet war.

## Geschichte des Dachziegels

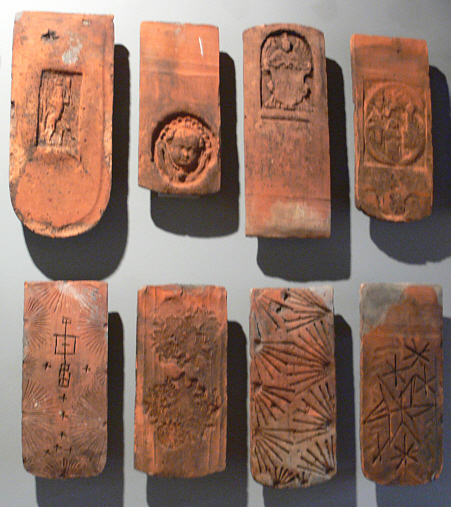
Feierabendziegel aus Württemberg (15.–19. Jahrhundert)

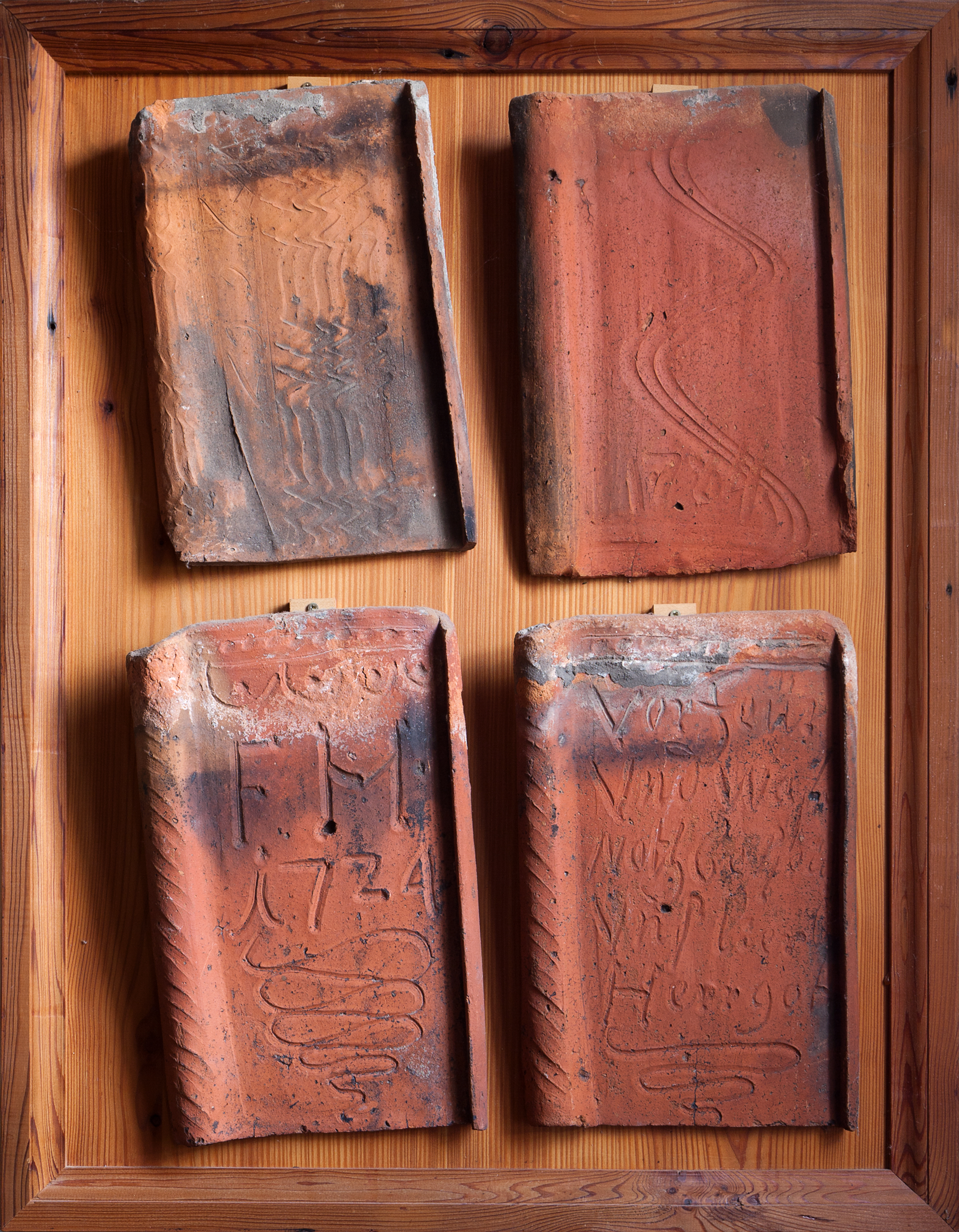
Dachziegel aus Hessen (18. Jahrhundert)

Wann genau und von wem der aus Ton gebrannte Dachziegel erfunden wurde, ist nicht überliefert. Es gibt jedoch einen Bericht des griechischen Schriftstellers Pindar, in welchem er die Erfindung des Dachziegels im Jahre 450 v. Chr. den Korinthern zuschreibt. Während es zur Geschichte des Dachziegels außer von Originalstücken (z. B. aus Bodenfunden) nur spärliche Informationen gibt, ist die Historie des Mauerziegels in zahlreichen Schriften antiker Schreiber festgehalten und durch Ausgrabungen belegt. Zur Geschichte der Ziegelproduktion und des Mauerziegels siehe den Artikel Backstein. Die heutigen Hersteller von Dachziegeln verfügen kaum über dokumentierte Belege oder Fotos aus der Frühzeit – gemeint ist der Zeitraum der letzten 150 Jahre – der industrialisierten Dachziegelproduktion. Die Gründe dafür liegen in der Anfangszeit der Industrialisierung, als viele kleine Produktionsstätten existierten.
Die Etablierung des Dachziegels als Gebäudeeindeckung erfolgte im heutigen Gebiet von Niedersachsen, was sich auf andere Gebiete im gegenwärtigen Deutschland übertragen lässt, in fünf Phasen. Während des Mittelalters wurden im 9. und 10. Jahrhundert Leistenziegel nach römischem Vorbild verwendet, die nur bei besonderen Gebäuden zum Einsatz kamen, wie Sakralbauten. Im 11. Jahrhundert kamen Vorformen des Dachziegels vom Typ Mönch und Nonne auf und es gab Flachziegel. Im 11. und 12. Jahrhundert wurden harte Dacheindeckungen häufiger, die sich nicht mehr auf den sakralen Bereich beschränkten, sondern auch auf die Burgen und Adelssitze von weltlichen Herren ausdehnten. Im 13. Jahrhundert wurden Dachziegel vor allem in den Städten häufiger, blieben aber auf die soziale Oberschicht beschränkt. Im 14. und 15. Jahrhundert übernahmen die Städte mittels Bauverordnungen als Folge durch Weichdächer herbeigeführter, verheerender Stadtbrand die Vorreiterrolle bei der Ausbreitung des Dachziegels, und es gab neue Typen, wie die S-Pfanne und den Krempziegel. Ab dieser Phase förderten und verlangten Städte harte Dacheindeckungen und sorgten so für eine massenhafte Verbreitung.
In der Zeit der handgefertigten Ziegel gab es eine Besonderheit, den sogenannten Feierabendziegel (auch als Glücks- oder Sonnenziegel bezeichnet). Es waren die letzten Ziegel eines Tagwerks, in die auf der Rückseite mit dem Finger, einem Kamm oder einem anderen spitzen Gegenstand Ornamente, Jahreszahlen, Zeichen und auch Texte hineingeritzt wurden. Die ältesten bekannten Feierabendziegel stammen aus der Zeit zwischen 1100 und 1300 n. Chr. Davon zu unterscheiden sind zufällig entstandene Abdrücke auf römischen Ziegeln: Sie wurden vor dem Brand zum Trocknen auf dem Boden ausgelegt und häufig liefen dabei Tiere oder Kinder darüber, so dass Fuß- bzw. Pfotenabdrücke entstanden.
Hausdächer waren gemäß Anordnungen zur Brandverhütung des 18. Jahrhunderts im Kurfürstentum Trier und weiterer Kurfürstentümer des Heiligen Römischen Reiches mit Ziegeln oder Schiefer zu decken. Die einsetzende Industrialisierung veränderte auch die Produktion von Ziegeln: Durch die Erfindung der Dampfmaschine wurde es möglich, Dachziegel industriell im großen Rahmen zu fertigen. Man kann Wilhelm Ludowici (Falzziegelwerke Carl Ludowici) als Erfinder (1881 Anmeldung seines Patentes für den Falzziegel Z1) des maschinell gefertigten Dachziegels bezeichnen. Die ersten industriell gefertigten Dachziegel wurden auf Pferdefuhrwerken und in Stroh verpackt ausgeliefert.
Die Öfen wurden bis in die 1960er Jahre mit Schweröl betrieben und dann nach und nach auf Erdgas umgestellt. Seit jener Zeit gab es bei vielen Werken Probleme mit der Frostsicherheit der hergestellten Dachziegel, was dann zu einem Massensterben der alten Dachziegelindustrie und zu einem Boom der Betonindustrie und ihren billiger herzustellenden Pfannen führte. Diese Phase überlebten nur wenige Werke. Einige der ältesten Produktionsstätten liegen am Niederrhein an der niederländischen Grenze. Der Ort Tegelen bei Kaldenkirchen, direkt hinter der niederländischen Grenze gelegen, verrät durch seinen Namen schon die alte Tradition aus der Römerzeit. Der Name Tegelen lässt sich auf lateinisch tegula ‚Ziegel‘ zurückführen.

## Zusammensetzung der Dachziegel
Frisch gepresste Tonziegel bestehen zu etwa 60 Vol.-% aus festen Bestandteilen (Tone und Lehme) und zu etwa 40 Vol.-% aus mit Wasser gefüllten Poren, die vor dem Brand langsam austrocknen müssen.
Tone und Lehme sind natürliche Bestandteile der Erdkruste und bestehen als Verwitterungsprodukte von Gesteinen größtenteils aus Tonmineralen und Quarz. Einen kleinen Anteil der Masse nehmen auch Feldspäte und Eisenminerale ein. Die Farbe des Tondachziegels entsteht durch die jeweilige Brenntemperatur und im Rohstoff vorhandene Eisenoxidanteile.

## Herstellung

### Handfertigung

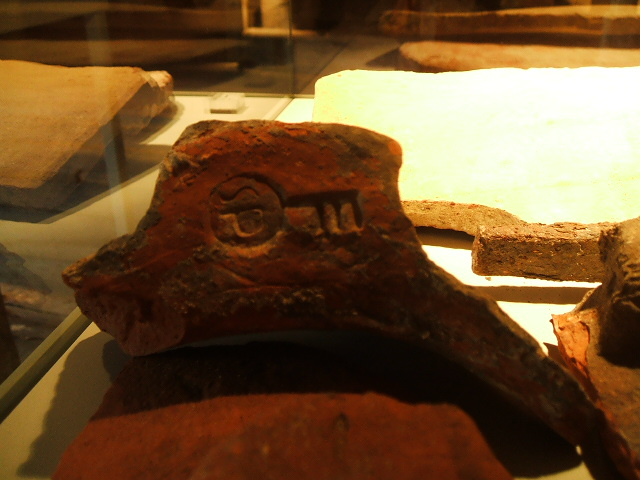
Herstellermarke einer Lübecker Ziegelei

In den von Römern eroberten Siedlungsbereichen Europas fanden sich Dachziegel (Tegulae und Imbrices) auf den Dächern der römischen Befestigungsanlagen, in Städten, dorfartigen Ansiedlungen (Vici) und in Villen auf dem Land. Im Mittelalter wurden zunächst vor allem Kirchendächer und andere öffentliche Bauwerke (Burgen, Schlösser) mit Ziegeln gedeckt. Nur hohe Würdenträger konnten es sich anfangs in den Siedlungen finanziell erlauben, ihre Dachflächen mit Tondachziegeln einzudecken. So schrieb beispielsweise Karl der Große auf der Synode von Frankfurt 794 für seine Wirtschaftshöfe Tondachziegel als allgemeine Dachdeckung fest. Bischof Bernward von Hildesheim richtet zu Beginn des 11. Jahrhunderts eine Ziegelbrennerei ein, um Flach- und Hohlziegel für seine Gebäude brennen zu lassen. Von den römischen Legionen übernahm er dabei die Namensstempelung der Ziegel.
Etwa ab dem 12. Jahrhundert setzte die ökonomische Verwertung der Ziegelherstellung ein, bei der auf Vorrat gebrannt werden konnte. Die Herstellung war noch sehr mühsam und langwierig: Man grub den Ton unter Humusschichten aus, sumpfte ihn in Gruben ein oder schichtete ihn in Hügeln auf und ließ ihn einen Winter durchfrieren. In manchen Gegenden lagerte der Ton sogar zwei Winter hindurch, um anschließend erhitzt, zerstampft, zerkleinert und mit Wasser durchgeknetet zu werden. Diesen halbplastischen Tonkuchen drückte man mit der Hand in eine Holzform und strich diese mit einem Brett ab. Der so entstandene Rohling trocknete dann mindestens einen Sommer lang an der Luft im Schatten. Danach wurde er in Feldbrandöfen gestapelt und darin allmählich auf hoher Temperatur gebrannt. Nach dem Brand wurde das Material langsam abgekühlt – so hatte man nur eine relativ beschränkte Anzahl Dachziegel zur Verfügung. Dieser beschriebene Arbeitsablauf zog sich über einen Zeitraum von mehr als eineinhalb Jahren hin. Bei Großbauten musste daher zunächst auf ausreichenden Vorrat gebrannt werden, ehe mit dem Bauwerk begonnen wurde. Zusätzlich war eine große Zahl von Handwerkern und Hilfskräften notwendig.
Nur reiche Bauherren konnten sich einen solchen aufwendig hergestellten Baustoff leisten. So entstanden Ziegelbauten entweder im fürstlichen Auftrag oder wurden von Klöstern und Bischöfen beauftragt. In der später folgenden Blütezeit der Hanse bauten bürgerliche, reiche Kaufmannsfamilien ihre Häuser oft prunkvoll aus Backsteinen und deckten sie mit farbig glasierten Dachziegeln ein (Backsteingotik).
Bereits im 12. Jahrhundert kannte man neben den Vorteilen auch die Grenzen der Dachziegel. So hatte beispielsweise der Ministeriale Cuno von Würzburg um 1165 seine Burg Wetterau mit unterschiedlichen Dachziegelformen eingedeckt. Der repräsentative Bereich erhielt eine Eindeckung aus Biberschwänzen, die Wirtschaftsbauten deckte man mit grob geschlämmten Hohlziegeln und das Kegeldach des Bergfrieds mit Schieferdeckung. In den Siedlungen des „normalen“ Volkes herrschten Stroh-, Ried- und Holzschindeldeckungen vor. Erst im Laufe des 14./15. Jahrhunderts wurde in den engen Städten wegen des Brandschutzes häufiger mit Ziegeldächern gebaut. So vereinbarte 1342 Kaiser Ludwig als Stadtherr von München mit dem Stadtrat, Neubauten nur noch mit gebrannten Tondachziegeln einzudecken. Den Bürgern im Schweizer Bern wurde dafür sogar mit Ratsbeschluss von 1405 die Hälfte der Baukosten von der Stadtkasse erstattet.

### Moderne Herstellung

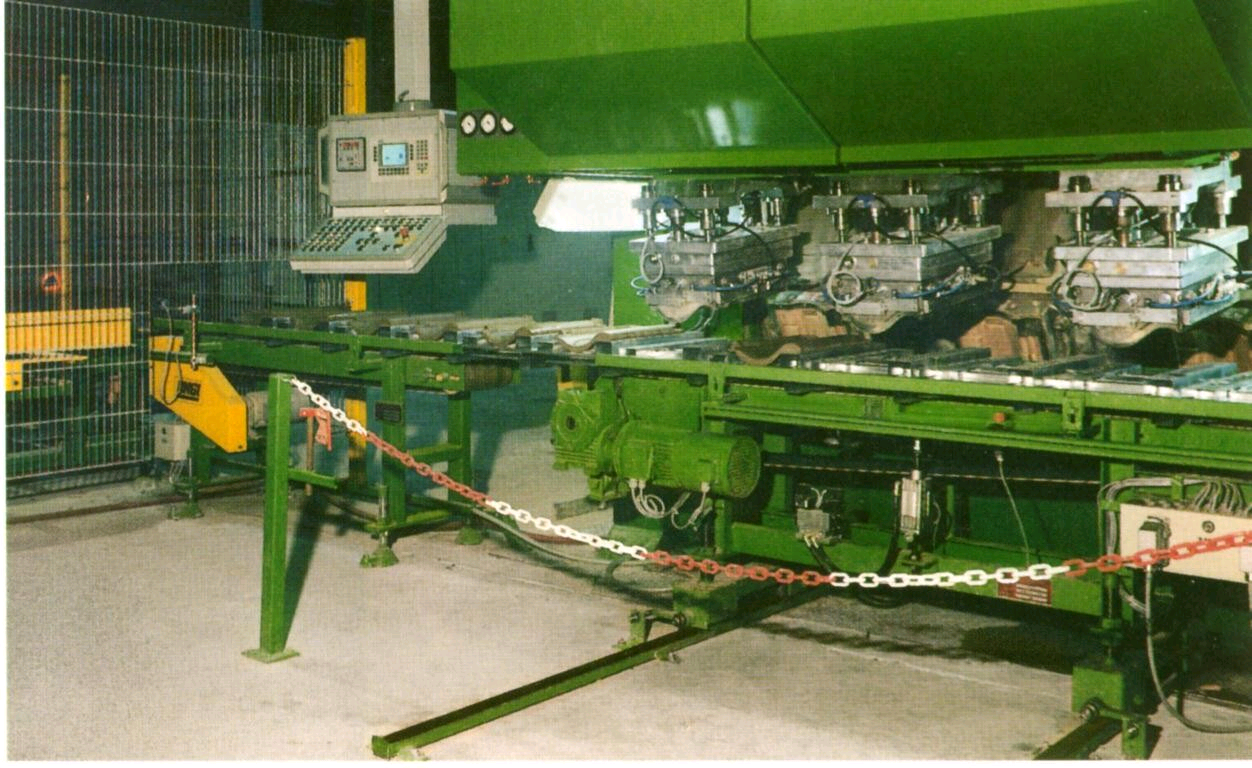
Moderne Dachziegelpresse

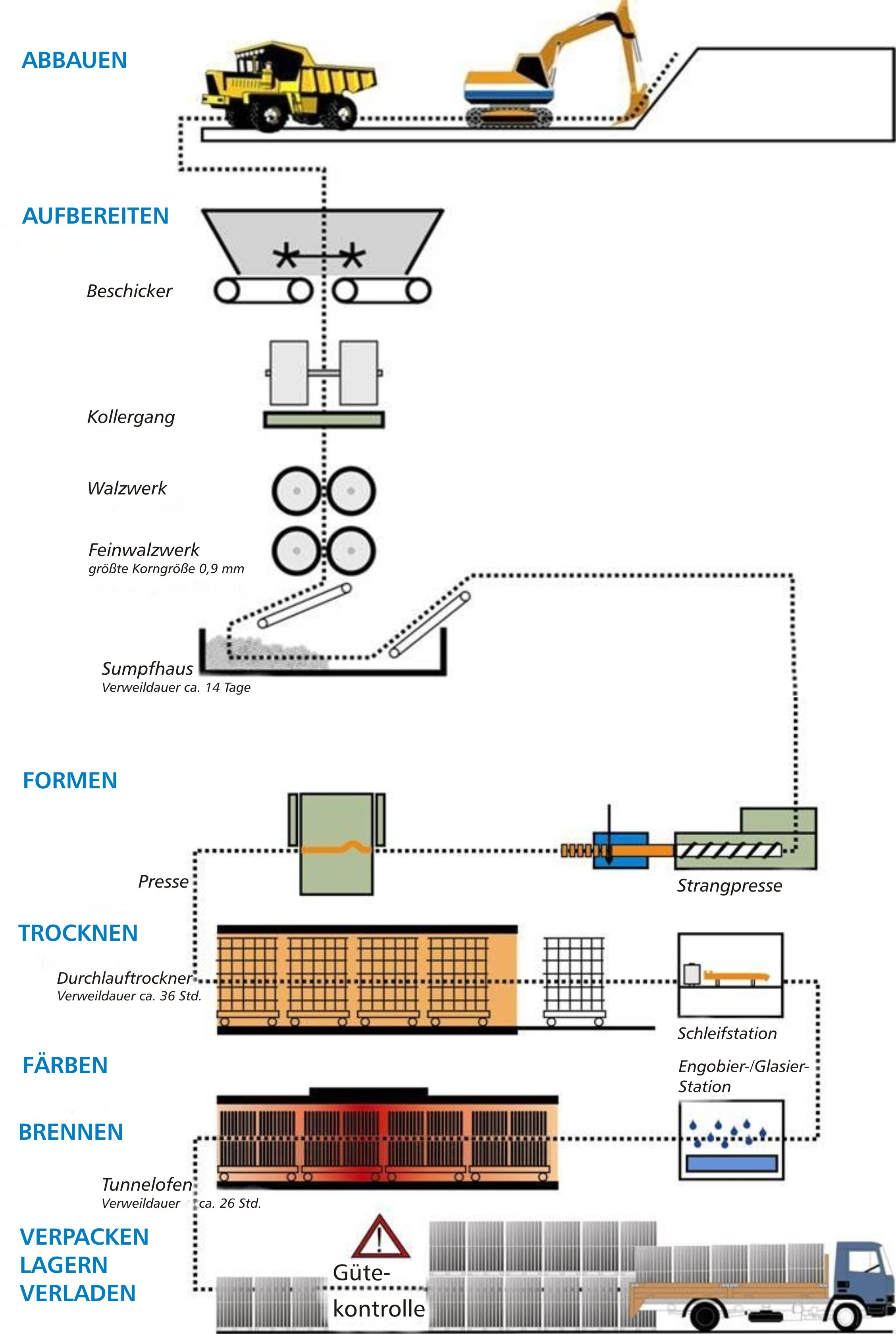
Schematische Darstellung des Herstellungsprozesses

Die Ziegelherstellung hat sich im Prinzip nicht wesentlich geändert. Während man früher die Ziegeleien aus Kostengründen in der Nähe von Ziegelgruben errichtete, spielt das Transportproblem heute eine untergeordnete Rolle. Die Formgebung ist im Wesentlichen automatisiert worden. Die einzelnen Herstellungsschritte sind:
- Abbau
- Aufbereitung
- Sumpfen oder Mauken
- Formgebung
- Trocknen
- Brennen
- Güteprüfung

Beim Sumpfen oder Mauken wird der Feuchtegehalt der Ton/Lehm-Mischung auf den gewünschten Wert eingestellt. Die abgebauten Tone und Lehme haben beim Abbau unterschiedliche Feuchtegehalte, die ausgeglichen werden müssen. Wichtig ist auch der Trocknungsprozess. Der Rohling muss trocken sein, denn Wasser vergrößert bei Verdampfung sein Volumen auf das 1500-fache. Der geringste eingeschlossene Wasseranteil im Rohmaterial würde also den Scherben beim Brand zerstören.

### Farbgebung

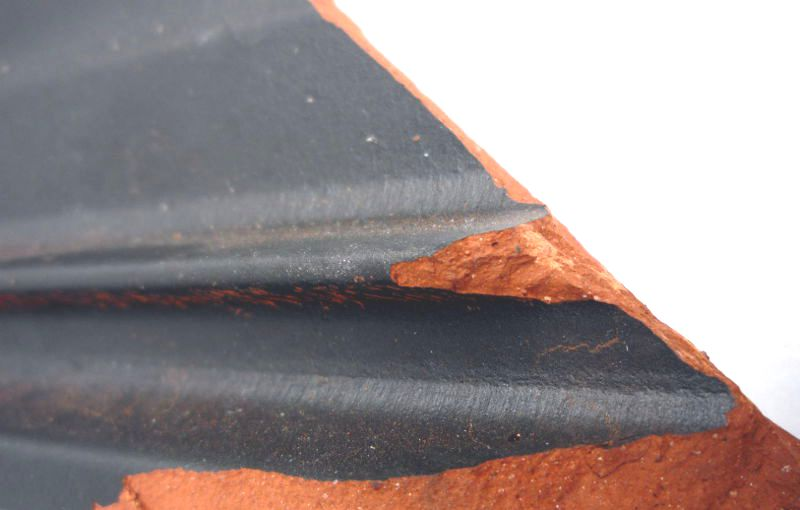
Die innige Verbindung zwischen Engobe und Ziegel wird bei Rissen und Brüchen erkennbar (es kommt praktisch nicht zum Abplatzen der Engobe)

Dachziegel werden in unterschiedlichen Farben und Oberflächen hergestellt. Man unterscheidet:
- Naturrote Dachziegel
- Gedämpfte Dachziegel (durchgefärbt)
- Engobierte Dachziegel
- Glasierte Dachziegel

Naturrote Dachziegel erhalten ihre Farbe durch das im Ton enthaltene Eisenoxid. Naturrot ist keine Beschichtung; deshalb ist der Dachziegel durch und durch naturrot. Natürlich rot heißt changierend.
Gedämpfte Dachziegel sind in der oberflächennahen Schicht oder – ebenso wie naturrote Dachziegel – komplett durchgefärbt. Durch Sauerstoffentzug beim zweiten Brandvorgang wird die Bildung von Eisenoxyd unterdrückt; der Ziegel bleibt dem abgebauten Rohstoff farblich ähnlich. Durch Zugabe bestimmter Dämpfmittel sind auch bläuliche, silbrige oder anthrazitfarbene Grautöne möglich, häufig auch changierend.
Engobierte Dachziegel gibt es im erdfarbenen Bereich. Üblich sind rote, braune, umbrafarbene (altfarben), graue und schwarze Oberflächen. Engoben sind Tonschlämme, welche durch mineralische Zusätze, z. B. Eisenoxyd oder Mangan, farbig ausbrennen. Anders als beim Farbauftrag, z. B. bei Faserzementplatten oder Betonsteinen, wird die Engobe vor dem Brand auf die Sichtfläche des Rohlings aufgetragen und eingebrannt. Durch diese Technik entsteht ein inniger Kapillarverbund. Engoben sind UV-beständig und absolut dauerhaft.
Glasierte Dachziegel erhalten einen transparenten oder farbigen Überzug aus geschmolzenem Glas.
Die Oberfläche ist glashart, glatt und in der Regel glänzend. Sie neigt dazu weniger schnell zu verschmutzen. Eine selbstreinigende Aktivität wird durch verglaste Oberflächen jedoch nicht erreicht. Fast alle Farben sind denkbar. Es gibt transparente, schwarze, rote, grüne, blaue, braune, selbst gelbe und lila Glasuren. Auch Glasuren sind UV-beständig, dauerhaft und weitestgehend unempfindlich gegen mechanische Einflüsse. Krakeleen sind aufgrund der unterschiedlichen Materialien unvermeidbar. Glasierte Dachziegel haben eine lange Tradition. Ein neuer Trend ist die Herstellung solcher glasierter Dachziegel ohne Glanz und Reflexion. Solche Oberflächen werden als satiniert bezeichnet.
Die Kombination aus Engobe und Glasur stellt die Edelengobe dar. Gibt man der Engobe Glaskörper hinzu, entsteht eine sogenannte Edelengobe. Die Oberfläche ist dann härter und verbindet die bauphysikalischen Merkmale der diffusionsfähigen und krakeleefreien Engobe meist mit dem Glanzgrad einer Glasur. Aber auch hier zeigt sich der Trend zu den matten Edelengoben.
Alle diese Oberflächen haben optisch architektonische Beweggründe. Die Lebensdauer der Dachkeramik wird hierdurch nicht positiv beeinflusst.

## Einteilung der Dachziegel

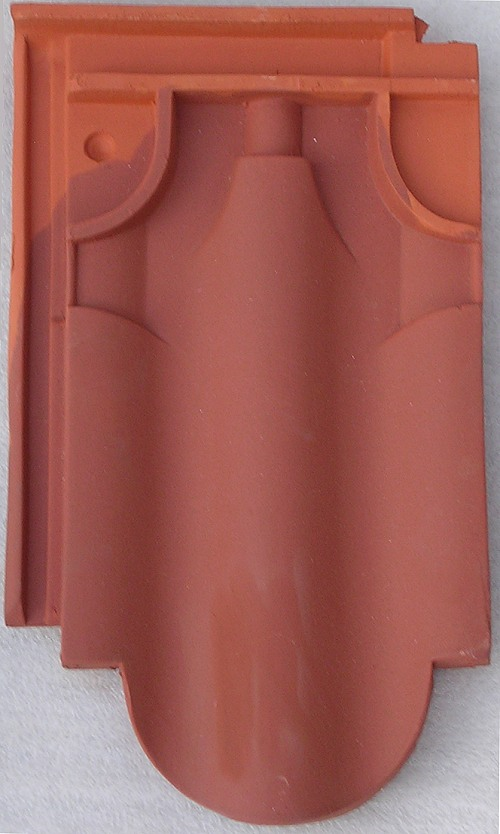
Historischer Pressdachziegel, der Schuppenfalzziegel Ludowici Z2, rot engobiert

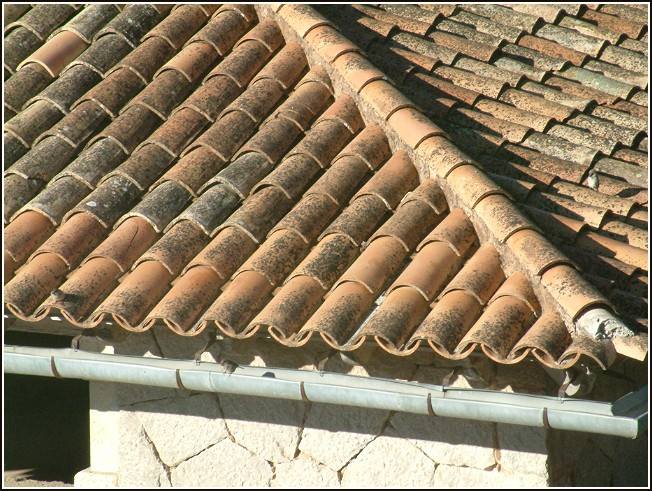
Dachziegel Mönch und Nonne

Dachziegel sind aus Ton gebrannte, kleinformatige Bedachungselemente für die harte, regensichere Steildachdeckung. Heute kommen i. d. R. industriell hergestellte Dachziegel nach DIN EN 1304 zum Einsatz, welche auch bei flachen Dachneigungen (ab 10°) eingesetzt werden können.
Unterschieden werden Strangdachziegel und Pressdachziegel.

### Strangdachziegel
- Biberschwanz
- Hohlpfanne
- Strangfalzziegel

Strangdachziegel werden in einem endlosen Tonstrang hergestellt und in der gewünschten Länge mit einem Drahtabschneider auf Maß geschnitten. Da diese Ziegel normalerweise keinen Falz besitzen und so bei der Dachdeckung nicht ineinandergreifen können, eignen sie sich besonders für Dächer mit einer Neigung von über 30 Grad. So kann der Regen schneller abfließen und es wird kein größerer Niederschlagsschutz notwendig. Das Herstellungsverfahren wurde von Jacob Schmidheiny 1880 in der Ziegelei in Heerbrugg entwickelt.

### Pressdachziegel
- Doppelmuldenfalzziegel
- Reformziegel
- Glattziegel und Sonderformen
- Romanische Ziegel
- Flachdachziegel
- Hohlfalzziegel
- Mönch und Nonne, siehe Foto.  Die konkaven Dachziegel heißen Nonne, die auf ihnen liegenden Ziegel Mönch.

Zur Herstellung von Pressdachziegeln gelangt das Ziegelgut in die Strangpresse und wird anschließend in gleichmäßige Blöcke geschnitten. In der Schlittenpresse oder der Revolverpresse werden die Rohlinge im Pressvorgang mit Ober- und Unterform in ihre endgültige Form gebracht. Pressdachziegel sind i. d. R. rundum verfalzt und bieten somit einen besonders hochwertigen Schutz gegen Regen.
Auch aus wirtschaftlichen Gründen werden heute immer häufiger großformatige Dachziegel gewünscht und hergestellt. Die traditionellen Formate mit 15 Dachziegeln pro Quadratmeter erhalten immer weniger Bedeutung. Mittel- und Großformate mit 12 oder 10 Dachziegeln pro Quadratmeter liegen im Trend. Auch noch größere Formate bis hin zu lediglich 5 Dachziegel pro Quadratmeter werden angeboten.

## Formziegel

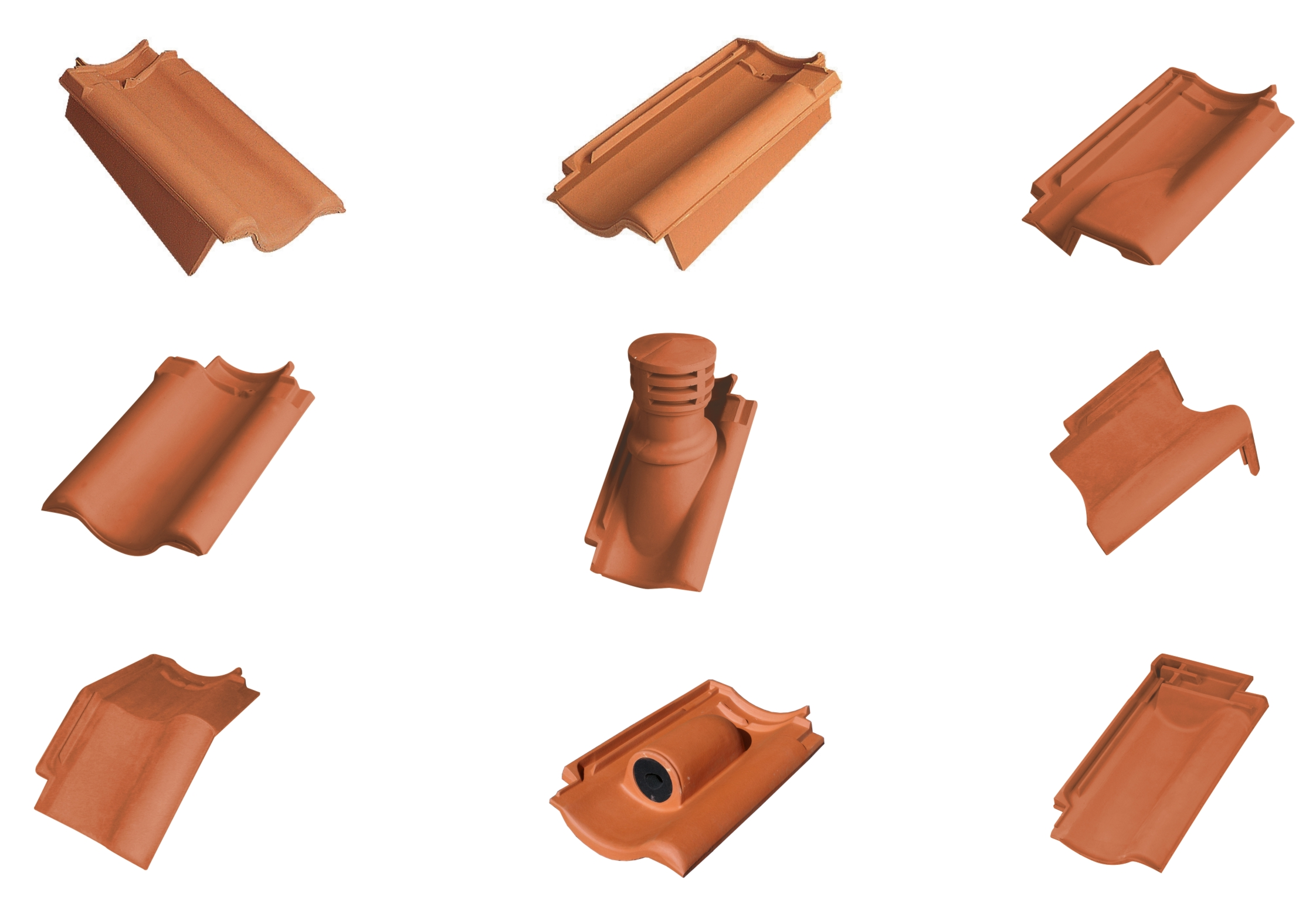
Verschiedene Arten von Formziegeln

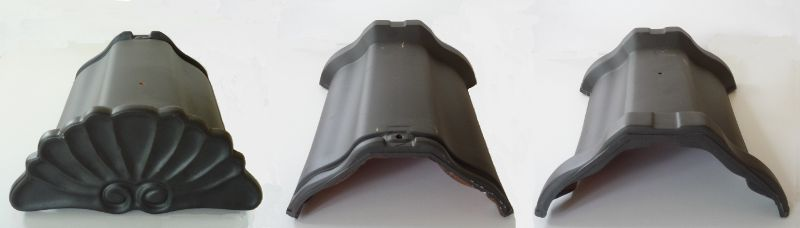
Firstziegel, von links nach rechts: Firstanfänger, (normaler) Firstziegel, Firstausgleichsziegel

Formziegel sind grobkeramische Ziegel mit besonderer Formgebung, die in Ergänzung zum Flächenziegel das vollkeramische Dach bilden.
Für die beschriebenen Dachziegelmodelle gibt es Formziegel für Dachränder; z. B. Ortgangziegel sowie First- und Gratziegel, außerdem Durchgangsziegel, Lüfterziegel und eine Reihe anderer Formziegel, welche für alle heutigen Belange detailsichere und optisch korrekte Lösungen bieten.
Als der älteste, in Griechenland und dem römischen Imperium verbreitete Ziegel gilt der Leistenziegel Tegula, dessen Stoßfugen von Imbrices (Hohlziegeln) überdeckt werden (Romanischer Ziegel). Diese Art der Deckung war in römischer Zeit auch in den nördlichen Provinzen verbreitet. Später jedoch galt sie für das raue Klima nördlich der Alpen als ungünstig. So schreibt Palladio in seinen „Vier Büchern über Architektur“ um 1570: „In Germanien macht man wegen der großen Mengen Schnees, die dort fällt, die Dächer sehr steil und bedeckt sie mit kleinen Holztafeln, Schindeln oder dünnen Dachziegeln.“
Um der Witterung besser zu trotzen, wurden im Mittelalter die flach geneigten Leistenziegeldächer der Römer nördlich der Alpen durch die Hohlziegel- oder die Flachziegeldeckung ersetzt. Im heutigen Süddeutschland setzte sich der Flachziegel, im Spätmittelalter mit bunter Glasur versehen, in vielen Formen und Gestaltungsarten bis ins späte 19. Jahrhundert durch. Dagegen bevorzugte man in Norddeutschland den Krempziegel, eine Weiterentwicklung aus der Leisten-Hohlziegeldeckung. Als Mitte des 19. Jahrhunderts die industrielle Massenproduktion des Dachziegels einsetzte, übernahm der Falzziegel die traditionellen Deckungen.

## Glasierte Ziegel
In der Deutschen Bauzeitung von 1883 wird das Glasieren der Ziegel beschrieben:

„Schon die Aegypter, Babylonier und Assyrier suchten die schnelle Verwitterung der Ziegel durch Aufbringung von Glasur zu verzögern, und benutzten das Schutzmittel zugleich als Verschönerung der Ware. Aus den angestellten Untersuchungen geht hervor, dass man bereits vor Erfindung des Ziegelbrennens die Glasierung kannte und übte; und zwar scheint man zuerst die fertig gestrichenen und lufttrocken gemachten Ziegel in derselben Reihe, die sie auf dem Dach einnehmen sollen, flach auf den Boden gelegt und in dieser Lage bemalt, resp. mit den Schmelzfarben und sonstigen Glasurmassen überzogen, dann aber auf ihnen ein Feuer entzündet zu haben. Solche Glasierung bewahrte nun zwar die Oberfläche, aber auch nur diese vor der schnellen Zerstörung. Gebrannte glasierte Ziegel kannte man sicher im zweiten oder neuen babylonischen Reich; auch die Griechen, Etrusker und Römer scheinen sie gekannt zu haben, obschon uns keine glasierten Ziegel von diesen drei Völkern erhalten sind. Die Langobarden wendeten sie im siebten, die Byzantiner vielleicht schon früher an und im Mittelalter fanden sie fast überall, wo der Ziegelbau gepflegt wurde, ja zur Dachdeckung auch in Hausteingegenden vielfach Anwendung. Das Verfahren zur Herstellung der Glasur scheint schon von Alters her sehr verschieden gewesen zu sein, sowohl bezüglich der Mischungen für die Schmelzfarbe, als bezüglich der Zeit und der Art der Aufbringung derselben, und ist es jetzt in demselben Grad. Manche Fabriken färben den Ton vor dem Streichen, andere tragen die Schmelzfarbe, resp. die beim Brennen eine farbige Glasierung erzeugende Mischung auf den lufttrockenen Ton auf, noch andere färben erst nach der ersten Brennung mittels solcher Mischung. – Eine von Leipzig aus beim Verband deutscher Architekten- und Ingenieurvereine angeregte Enquête über Verfahren, Herstellungsweise, Mischung, Erfolg etc. der Glasur ist noch nicht abgeschlossen.“

## Dachdeckerarbeiten

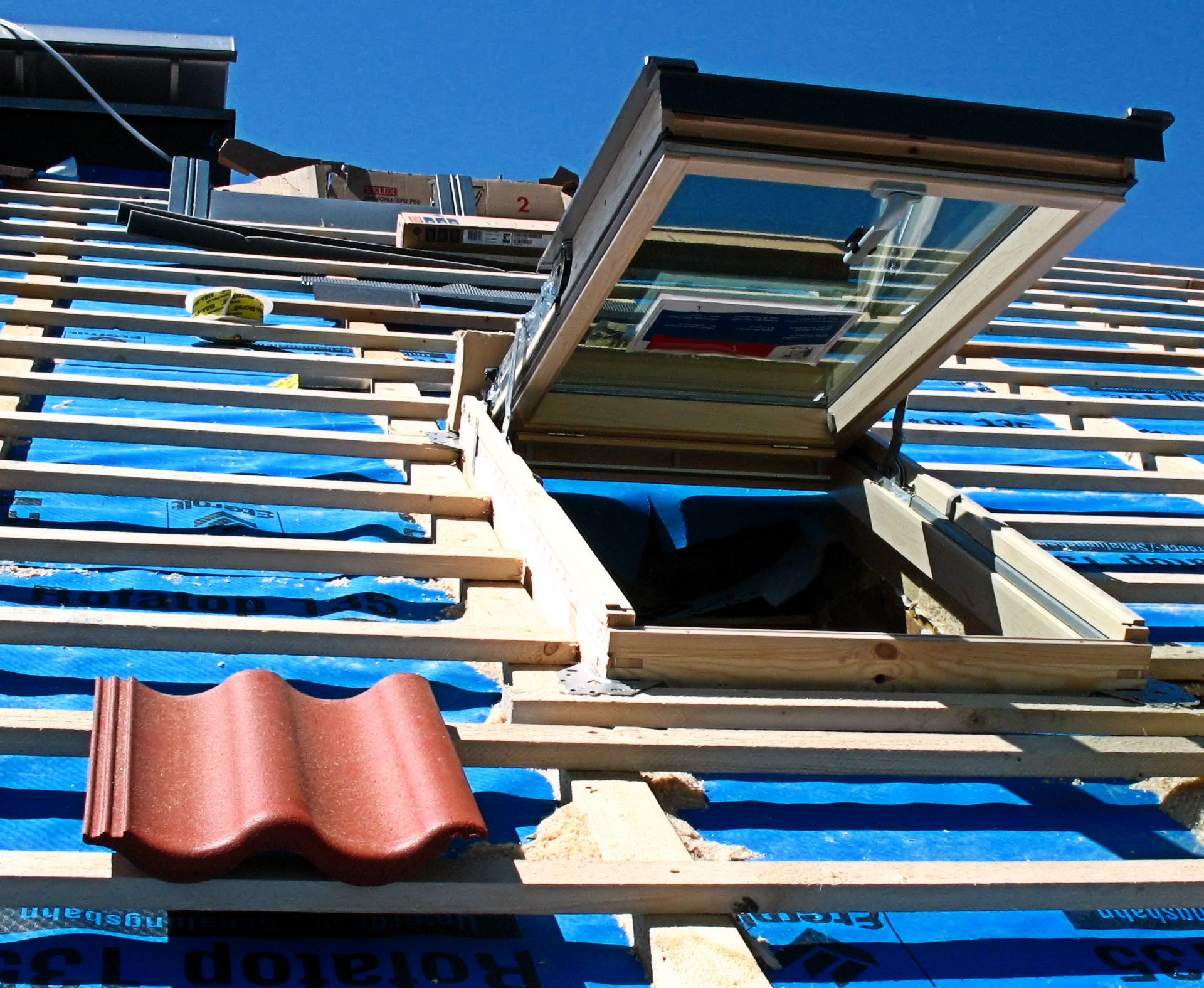
Dachstein auf Lattung

In der „Anleitung für Bautechniker“ aus dem Jahre 1881 heißt es: 

„Die Ausführung der Dachdeckerarbeiten wird nach den, zur Verwendung gelangenden Materialien unterschieden, und theils von freien, theils von einem Gewerke angehörigen Arbeitern ausgeführt.“

Auszugsweise heißt es weiter im Kapitel „Die Ziegeldächer“:

„Die Eindeckung mit Flachziegeln (Biberschwänze, Flachwerken, Ochsenzungen usw.): Flachziegel oder Flachwerke haben die Form eines länglichen, an der einen kurzen Seite abgerundeten oder zugespitzten, an der anderen mit einer Nase versehenen Rechtecks von etwa 36 bis 39 cm Länge, 15 bis 15,6 cm Breite und 0,6 bis 1,2 cm Stärke. Die Haupterfordernisse guter Flachwerke sind Leichtigkeit, Wetterfestigkeit und eine durchaus ebene gerade Form; als Zeichen ihrer Güte gelten scharfer Brand, heller Klang, von Rissen und Sprüngen freie Flächen und ein geringes Wasseraufsaugungsvermögen. Um eine recht dichte und dauerhafte Eindeckung zu erzielen, müssen die Steine in ihrer ganzen Fläche aufliegen und dürfen, besonders an ihren unteren Enden, nicht klaffen, was nur bei vollständig ebenen Ziegeln und bei der Verwendung gleichmässig starker Latten möglich ist.
Die Eindeckung mit Dachpfannen beansprucht Dachneigung und Sparrenweite der einfachen oder Splissdächer; die ersten von der Form eines liegenden S, kommen in drei verschiedenen Grössen zur Anwendung. Das grösste Format hat mit der Nase durchschnittlich 42 cm Länge, 26 cm Breite; die Mittelsorte 39 cm Länge, 26 cm Breite und die Länge der kleinsten, der so genannten holländischen Pfannen, beträgt 34 cm bei 26 cm Breite.
Die Bedachung mit Krempziegel erfolgt mit sorgfältig an den konisch auf- resp. abgebogenen Rändern zusammengepassten Steinen, auf Lattung, bei 8 bis 10 cm betragender Ueberdeckung. Krempziegel machen, in Mörtel verlegt, ein besonderes Verstreichen überflüssig.
Die Wöterkeimer Dachsteine, eine Erfindung von E. von Kobilinsky, sind dem Prinzip und der Deckart nach, den Dachpfannen und Krempziegel gleich; sie halten sich ihrer geraden Formen wegen beim Trocknen und Brennen gerader. In Mörtel verlegt, ist ein Verstreichen derselben überflüssig, sie haben aber den Nachtheil, dass sich das Wasser auf ihnen in einer Rinne sammelt und abfliesst, welche unmittelbar an der Stossfuge liegt und deren Undichtwerden befördert.
Die Falzziegeldächer sind ihrem Namen nach Dachziegel, an deren Ränder sich Falze befinden, welche passend ineinander greifen, um auch, ohne Mörtel verwendet, eine dichte Eindeckung des Daches liefern. Möglichste Ebenheit der Ziegel und genaues Ineinandergreifen der Falze sind unerlässliche Bedingungen zur Erfüllung dieser Aufgabe. Unter den mannigfaltigen Formen, in welchen die Falzziegel zur Verwendung gelangt sind, haben sich in Lothringen (Gebrüder Couturier, Forbach) hergestellten Falzziegel (welche auch von den Werken zu Siegersdorf in Schlesien gefertigt werden) bewährt. Ferner sind in Ludwigshafen, Durlach, Karlsruhe, Hanau und Horrem bei Cöln die bedeutendsten Fabrikorte für Falzziegel.“

Als wesentliche Vorteile der Falzziegeldeckung, „welche bei der Verwendung eines wetterfesten Materiales, als Ideal eines guten Ziegeldaches anzusehen ist“, sind nach der Deutschen Bauzeitung (Jahrgang 1876) hervorzuheben:
- Geringere Dachneigung als beim gewöhnlichen Ziegeldach,
- Geringeres Gewicht,
- Wesentlich geringerer Preis,
- Schnelle, einfache und bequeme Ausführung der Eindeckung,
- Guter Abfluss der Niederschläge und daher schnelleres Trocknen und größere Dauerhaftigkeit als beim Ziegeldache;
- Außerordentlich leichte Ausführung von Reparaturen (der zerbrochene Stein wird hinaus und der neue vom Dachboden aus hineingeschoben);
- „Kann man Dachfenster einfach dadurch ersetzen, dass man einzelne Steine, aus Glas angefertigt, an beliebiger Stelle eindeckt. In Forbach fertigt man für diesen Zweck Falzziegel, welche mit einer eingekitteten Glasscheibe versehen werden können. In neuester Zeit ist eine Construction von Falzziegeln mit Einschnitten und Stiften patentiert worden, welche eine noch leichtere Eindeckung derselben ermöglichen soll.“

### Verlegearten
Teilweise wird die Deckung mit unverfalzten Dachziegeln, teilweise auch die Falzziegeldeckung, unter Verwendung von Kalkzementmörtel ausgeführt. Dabei unterscheidet man Innenverstrich, Querschlag und Längsfuge.
Beim Innenverstrich werden die Querfugen, zum Teil auch die Längsfugen, nach erfolgter Eindeckung von innen mit Mörtel verstrichen. Wenn die Ziegel im Bereich der Höhenüberdeckung in Mörtel verlegt werden, spricht man von Querschlag. Bei der Längsfuge werden die Ziegel seitlich mit Mörtel versehen.

### Grundregeln des Deutschen Dachdeckerhandwerks
In der „Anleitung für die Ausbildung von Dachdeckerlehrlingen“ von 1926/27 heißt es zu Ziegeldeckungen:

„Die Eindeckung der Dächer mit Dachziegeln ist über ganz Europa verbreitet. Man unterscheidet zwei große Familien der Ziegel, die der Flachziegel und der Formziegel. Zu den Flachziegeln gehören die Biberschwänze, zu den Formziegeln die Falzziegel, die Pfannen, die Krempziegel und die Mönchnonne. In Deutschland sind die Biberschwänze die meist verbreiteten.
Ein Biberschwanzdach wird auf Latten (oder Schalung und Leisten) hergestellt und kann eingedeckt werden als: a) Kronendach, b) Doppeldach oder c) einfaches Dach mit Splissen (Schindeln), Splißdach. Die Eindeckung erfolgt in der Regel von rechts nach links.
Ein S-Pfannendach (Hohlpfannendach) wird auf Latten eingedeckt. Pfannen werden entweder mit Querschlag und Innenverstrich oder Trocken mit Innenverstrich eingedeckt. An der Traufschicht, Firstschicht und an Stellen, wo ein Innenverstrich unmöglich ist, werden die Pfannen in Kalk-Mörtel gedeckt. Statt des Verstrichs können Pappstreifen, Pappdocken oder Strohdocken (unter den Ziegeln verlegt) zur Anwendung kommen.
Ein Mönchnonnendach wird auf Latten eingedeckt. Die Nonnen werden nicht enger und nicht weiter aneinander verlegt, als es die Breite der Mönche bei sachgemäßer Mörtelbettung erfordert. Die Nonnen erhalten oben dicht über der Nase einen Querschlag, auf dem die Nonnen der nächsten Schicht so aufgerieben werden, daß der Mörtel nach innen herausquillt. Die Mönche werden nicht voll in Kalkmörtel gebettet, sondern hier werden zwei schmale Längsschläge gegeben, nur der Kopf des Mönches wird vor dem Aussetzen mit Mörtel gefüllt.
Eine Eindeckung mit Falzziegeln wird auf Latten und je nach Form des Ziegel als a) gewöhnliches Falzziegeldach (Muldenfalzziegel), b) Strangfalzziegeldach, c) Mönchnonnendach (kombiniert) oder d) Falzpfannendach hergestellt. Alle Falzziegeldächer werden trocken eingedeckt, können von innen verstrichen oder auch mit Pappstreifen, Strohdocken oder Pappdocken unterlegt werden. Zur Verhütung von Sturmschäden können Falzziegel, sofern sie mit entsprechenden Oesen versehen sind, durch Verdrahtung gesichert werden. Ist eine solche Sturmsicherung besonders vereinbart, so gilt sie für ausreichend, wenn durchschnittlich mindestens der Dritte aller Steine mit den Latten verknüpft wird.“

## Varianten

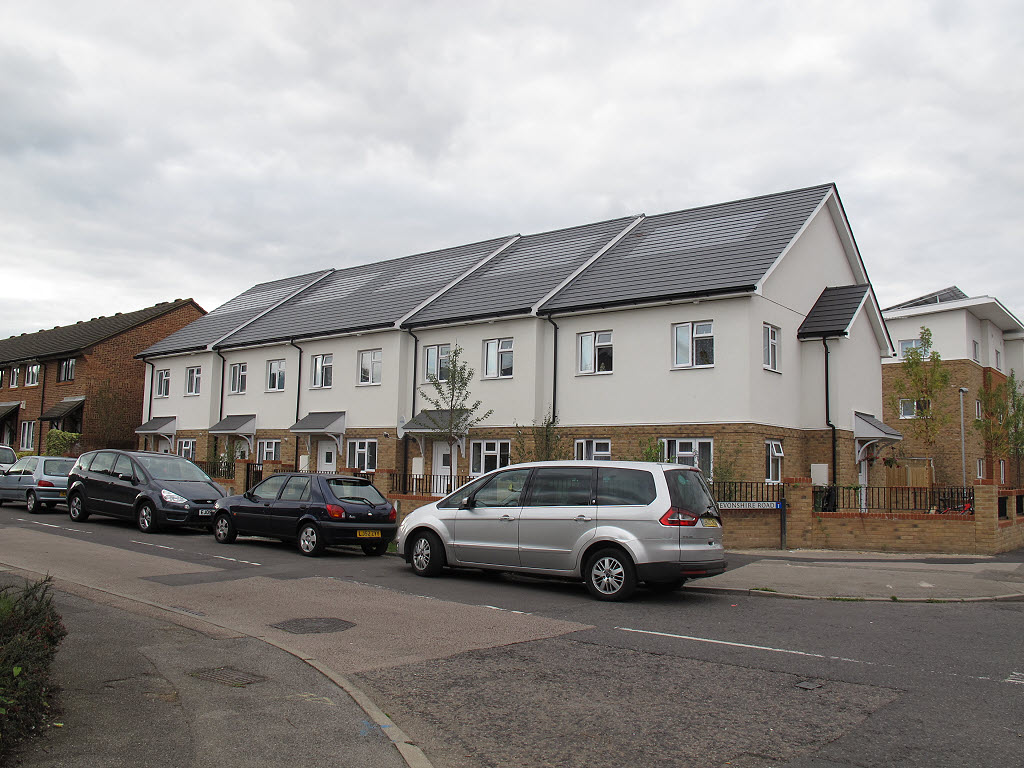
Reihenhäuser mit Mischdeckung aus Solar- und herkömmlichen Ziegeln

Es gibt heute für das moderne Steildach eine Vielzahl von Materialien, die sich zur Dacheindeckung eignen und bewährt haben. Neben den traditionellen Tondachziegeln werden auch Dachsteine aus Beton, Bitumen und Naturstein (z. B. Granit und Schiefer), Holzschindeln, Metalldachpfannen sowie großformatige Dachtafeln wie Faserzementplatten und Metall-Profilblech (Wellblech, Trapezblech, Dachplatten mit eingeprägtem Dachziegelprofil) verarbeitet. Modulplatten sind einerseits leichter als klassische Dacheindeckungen, müssen andererseits jedoch auf einer Schalung verschraubt werden, um windsogsicher zu sein. Je nach Werkstoff sind sie sehr witterungsbeständig.

### Solarziegel
Für eine Solaranlage auf dem Dach können anstelle der Dachziegel sogenannte Solardachziegel direkt auf die Dachlatten montiert werden. Solardachziegel sind Dachziegel mit integriertem Photovolkaikelement. Ein Vorteil gegenüber herkömmlichen PV-Anlagen ist: Das Gewicht zusätzlicher Dachziegel und deren CO2-Emissionen bei der Herstellung werden eingespart. Ins Dach integrierte PV-Module sind auch in klassischen Ziegelfarben erhältlich und deutlich unauffälliger als Aufdachanlagen. Sie werden daher bevorzugt auf denkmalgeschützten Häusern verbaut.
Sofern nicht zeitgleich eine Neueindeckung des Daches erfolgt, ist ihre Montage und Inbetriebnahme ist meist mit einem höheren Aufwand und höheren Erstanschaffungskosten verbunden. Der Energieertrag pro Quadratmeter ist um mindestens ein Drittel niedriger, allerdings kann eine Volleindeckung mit Solarziegeln die Differenz gegenüber – nicht die komplette Dachfläche einnehmenden – Auf-Dach-Solaranlagen unter Umständen nivellieren. Hersteller werben zudem, dass die paarweise Parallelschaltung von Solarziegeln den Gesamtertrag bei punktueller Verschattung steigern könne und höhere Redundanz gegenüber in Reihe geschalteter Solarmodule (Strings) aufweise.

## Hersteller
Zu den weltweit größten Herstellern von Dachziegeln gehört Wienerberger (Österreich). In Deutschland beherrschen Großunternehmen wie Creaton, Braas, die Dachziegelwerke Nelskamp und Erlus den Markt, die mittelständischen Unternehmen sind weitgehend verschwunden. Drei der wenigen, die sich halten konnten, sind die Laumans Ziegelwerke, die Röben Tonbaustoffe und die Dachkeramik Meyer-Holsen.
Alle Hersteller sind im Bundesverband der Deutschen Ziegelindustrie e. V. organisiert. Der Bundesverband gliedert sich in die Fachverbände Nord, Nordwest, Südwest, Ziegel Zentrum Süd und den Bayerischen Ziegelindustrieverband.
In der Schweiz produziert die Ziegelindustrie täglich 840 Tonnen Bauziegel und 260 Tonnen Dachziegel und deckt damit rund 83 Prozent des Inlandbedarfs.

### Solardachziegel
Zu den Anbietern von Solardachziegeln zählen SunRoof und die deutschen Unternehmen SolteQ und Autarq. Werbung betrieb auch SolarCity (zu Tesla zugehörig), Tesla bewarb die Ziegel von Beginn an auf seinem Deutschen Internetauftritt. Im Februar 2021 hoffte Elon Musk, dass die Ziegel «bald» in Europa erhältlich sein würden. Bis Juni 2024 war kein Verkaufsstart bekannt.
Einer der drei größten Ziegeleien in der Schweiz ist Gasser Ceramic, der auch den Solardachziegel PAN 32 anbietet, bei welchem ein Solarmodul in einen Tonziegel eingeklemmt wird. Für das System wurde 2009 die Partnerfirma Panotron gegründet.

## Sonstige Nutzung

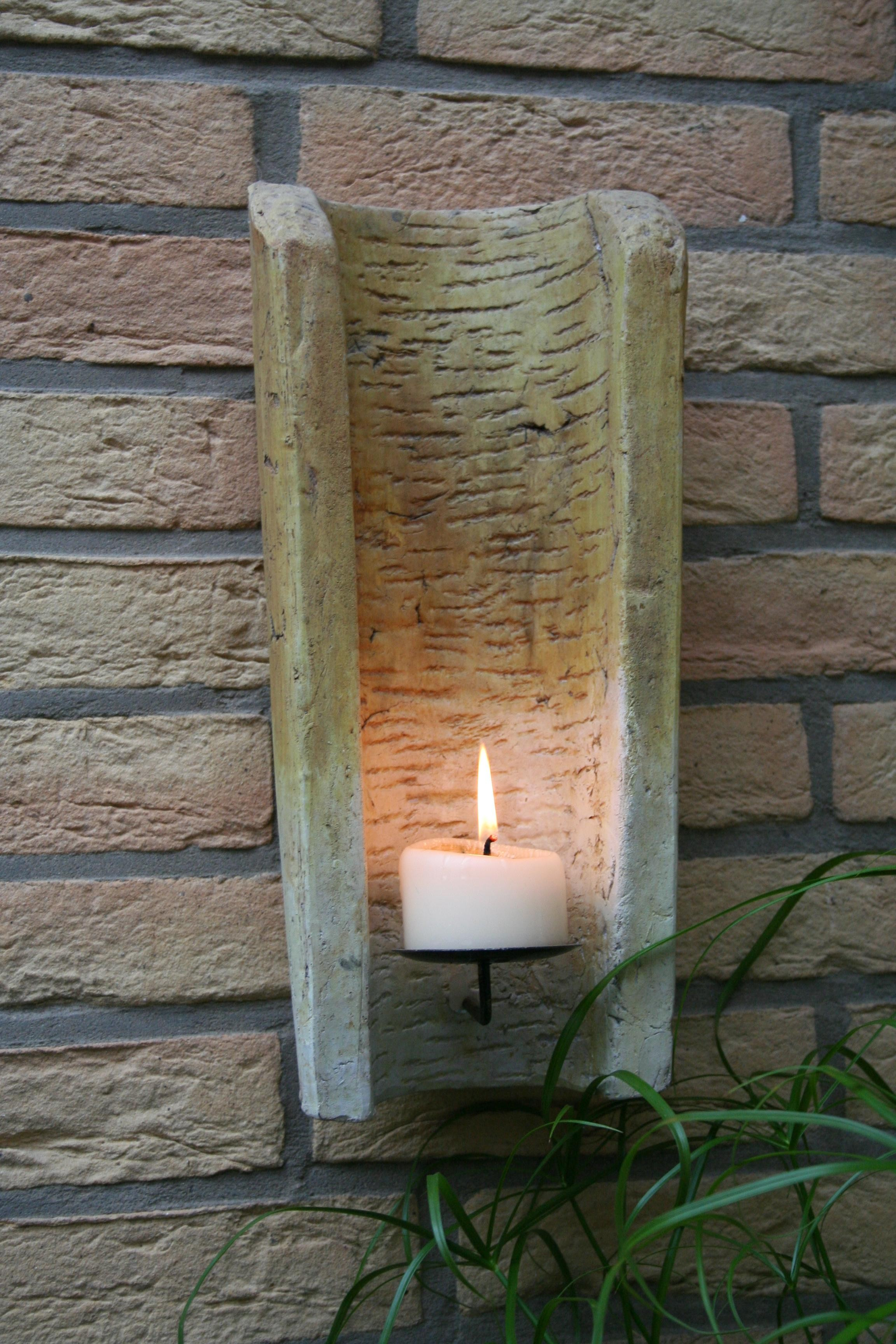
Ziegel als Dekoration

Durch die ansehnliche, natürliche Erscheinungsform des Materials wird der Dachziegel auch als Dekorationsgegenstand eingesetzt, wie als Wand-Kerzenhalter innerhalb einer harmonisch abgestimmten Innenarchitektur.
Als Gestaltungselement und Witterungsschutz wurden Dachziegel früher auch zur Fassadenbekleidung auf Lattung – besonders in den Mittelgebirgsregionen – verarbeitet. Diese Art der Anwendung verlor ihre Bedeutung durch den Einsatz großflächiger Fassaden mit Metall-, Faserzement- oder Kunststoffbekleidungen. In den letzten Jahren kommt eine Wiederentdeckung dieser Ziegelfassaden in der Architektur auf.
Der Wolfsziegel hat im vormodernen Zentral- und Südfrankreich durch seine Ausrichtung nach Nordosten und geeignete Bohrungen einen Pfeifton erzeugt bei Wind aus Nordosten. Damit machte er auf drohende Wolfsgefahr aufmerksam, die bei dem meist kalten Wind aus dieser Himmelsrichtung stieg.